# Firaaq
Pour plus de détails, voir Fiche technique et Distribution.
Firaaq est un film indien réalisé par Nandita Das et sorti en 2009.
Le film suit la vie de plusieurs personnages, victimes, témoins ou coupables des violences qui se sont déroulées au Gujarat en 2002. Le titre est un mot ourdou (فراق) signifiant « séparation » ou « quête ».

## Synopsis
Firaaq décrit la vie quotidienne de plusieurs personnages à Ahmedabad dans les jours qui suivent la fin des violences de 2002. Mohsin, un enfant musulman dont la mère a été tuée, est à la recherche de son père. Il est recueilli par Aarti (Deepti Naval), une hindoue dont le mari a profité des émeutes pour piller des magasins appartenant à des musulmans. Parmi ces boutiques se trouvait celle de Sameer (Sanjay Suri), un musulman marié à une hindoue, qui souhaite désormais quitter Ahmedabad. Muneera, une jeune habitante du quartier musulman dont la maison a été brûlée, soupçonne le mari de sa meilleure amie d'être l'auteur de l'incendie. Dans le même quartier, un groupe de jeunes musulmans cherchent à acquérir une arme dans le but de venger leur communauté. Enfin, un vieux musicien, Khan sahib (Naseeruddin Shah), à qui ses proches ont dissimulé la violence des évènements, se désole de voir fondre le nombre de ses spectateurs.

## Fiche technique
- Titre original : Firaaq
- Réalisateur : Nandita Das
- Scénario : Nandita Das, Shuchi Kothari
- Musique : Rajat Dholakia, Piyush Kanojia
- Montage : A. Sreekar Prasad
- Costumier : Vaishali Menon
- Photographie : Ravi K. Chandran
- Producteurs : Nirang Desai, B.S. Narayanswamy, Harindra M. Singh, Shailendra Singh
- Production : Percept Picture Company
- Pays d'origine :  Inde
- Langues :  hindi, gujarati
- Format :
- Genre : drame
- Durée : 112 minutes
- Dates de sortie :

## Distribution
- Tisca Chopra : Anuradha Desai
- Shahana Goswami : Muneera
- Deepti Naval : Aarti
- Paresh Rawal : Keshar, le mari d'Aarti
- Naseeruddin Shah : Khan sahib
- Sanjay Suri : Sameer Arshad Shaikh
- Raghuvir Yadav : Karim
- Amruta Subhash : Jyoti, l'amie de Muneera

## Récompenses
2008 Asian Festival of First Films
- Meilleur Film
- Meilleur scénario
- "Foreign Correspondents Association Purple Orchid Award" du meilleur film

2008 Festival international du film de Thessalonique
- Prix spécial "Everyday Life: Transcendence or Reconciliation Award"[1]

2009 Festival international du film d'Istanbul
- Prix spécial du conseil de l'Europe[2]

2009 Festival international du film du Kerala
- Prix spécial du jury

2009 Festival Cinequest du film de San Jose
- Maverick Spirit Award[3]

2009 National Film Awards
- Meilleure direction artistique pour Gautam Sen
- Meilleur montage pour A. Sreekar Prasad

2010 Filmfare Awards
- "Critics Award" du meilleur film
- Prix spécial pour Nandita Das
- Meilleur montage pour A. Sreekar Prasad
- Meilleur son pour Manas Chaudhury
- Meilleurs costumes pour Vaishali Menon

## Tournage
Le tournage du film n'a eu lieu à Ahmedabad, où l'action est supposée se dérouler, mais à Hyderabad : 

« Il était impossible de tourner un film comme Firaaq au Gujarat. Trop de blessures, de questions, d'obstacles. Nous n'aurions pas pu réaliser le film comme nous le voulions si nous avions tourné au Gujarat. J'ai pris un grand risque en tournant à Hyderabad au lieu d'Ahmedabad. Nous avons pris cette décision après avoir jeté un œil à plusieurs villes dont la topographie correspondait à celle d'Ahmedabad. Nous avons finalement choisi Hyderabad »

— Nandita Das